# Lebensohl
Au bridge, le lebensohl est une convention utilisée par le répondant lorsque l'adversaire intervient après une ouverture à 1SA du partenaire. Son principe peut aussi s'appliquer dans certains cas de barrage adverse.

## Genèse
Le lebensohl a été décrit pour la première fois par George A. W. Boehm dans le magazine The Bridge World en novembre 1970. Il aurait attribué la paternité de cette convention à Kenneth W. Lebensold. Ce dernier aurait nié en être l'auteur.

## Champ d'application
Le lebensohl a de nombreuses variantes. Il s'utilise généralement par le répondant après une ouverture à 1SA et une intervention naturelle ou assimilable à une intervention naturelle (comme les interventions en transfert) au palier de 2 .
Exemples
| Sud | Ouest    | Nord | Est |
| --- | -------- | ---- | --- |
| 1SA | 2♣/♦/♥/♠ | ?    |     |
| 1.  |          |      |     |

| Sud | Ouest | Nord | Est |
| --- | ----- | ---- | --- |
| 1SA | 2♦    | ?    |     |
| 1.  |       |      |     |

## Les réponses à l'intervention sur 1SA avec le lebensohl
| Annonce du répondant      | Signification et développement |
| 2♣,2♦,2♥,2♠               | Naturel, pour jouer. |
| 2NT                       | Enchère relais sur laquelle l'ouvreur doit annoncer 3♣. La deuxième enchère du répondant est alors comme suit: - 3♦,3♥,3♠ sans saut : Naturel, pour jouer - 3♦,3♥,3♠ avec saut : Naturel, limite de manche - 3 dans la couleur promise par l'intervention: Sorte de Stayman qui demande à l'ouvreur d'annoncer son éventuelle majeure par 4. Promet l'arrêt dans la couleur de l'adversaire†. - 3NT naturel, pour jouer, promet l'arrêt dans la couleur adverse†. |
| 3 dans la couleur adverse | Sorte de Stayman qui demande à l'ouvreur d'annoncer son éventuelle majeure par 4. Nie l'arrêt dans la couleur de l'adversaire†. |
| 3 dans une autre couleur  | Naturel, forcing de manche. |
| 3NT                       | Natural, pour jouer, mais sans l'arrêt dans la couleur promise par l'adversaire†. |
| X                         | L'annonce ne fait pas formellement partie du système. Certains jouent le contre punitif et d'autres le jouent optionnel. |

† On peut aussi inverser les enchères qui promettent un arrêt et celles qui nient l'arrêt.

## Les réponses à l'intervention sur 1SA avec letransfer lenbsohl
Le transfer lebensohl est une variante du lebensohl qui se rapproche du rubensohl.
Il se joue sur les interventions entre 2♦ et 2♠ et Larry Neil Cohen (en) décrit son développement ainsi :
| Annonce du répondant | Signification et développement |
| 2♥,2♠                | Naturel, pour jouer. |
| 2NT                  | Enchère relais sur laquelle l'ouvreur doit annoncer 3♣. La deuxième enchère du répondant est alors comme suit: - 3 dans la couleur promise par l'intervention: Sorte de Stayman qui demande à l'ouvreur d'annoncer son éventuelle majeure par 4. Promet l'arrêt dans la couleur de l'adversaire†. - 3 dans une autre couleur : Pour jouer. - 3NT naturel, pour jouer, promet l'arrêt dans la couleur adverse†. |
| 3♣                   | Si les adversaires ont promis des ♦ : Au moins limite de manche, transfer pour les ♥. L'ouvreur annonce 3♥ s'il est minimum. Si les adversaires ont promis des ♥ ou des ♠ : Au moins limite de manche, transfer pour les ♦. L'ouvreur annonce 3♦ s'il est minimum. |
| 3♦                   | Si les adversaires ont promis des ♦ : Au moins limite de manche, sorte de Stayman sans l'arrêt ♦ Si les adversaires ont promis des ♥ : Au moins limite de manche, transfer pour les ♠. L'ouvreur annonce 3♠ s'il est minimum. Si les adversaires ont promis des ♠ : Au moins limite de manche, transfer pour les ♥. L'ouvreur annonce 3♥ s'il est minimum.                                                     |
| 3♥                   | Si les adversaires ont promis des ♦ : Au moins limite de manche, transfer pour les ♠. L'ouvreur annonce 3♠ s'il est minimum. Si les adversaires ont promis des ♥ : Au moins limite de manche, sorte de Stayman sans l'arrêt ♥ Si les adversaires ont promis des ♠ : Forcing de manche, transfer pour les ♣ |
| 3♠                   | Si les adversaires ont promis des ♦ ou des ♥ : Forcing de manche, transfer pour les ♣ Si les adversaires ont promis des ♠ : Forcing de manche, sorte de Stayman sans l'arrêt ♠ |
| 3NT                  | Natural, pour jouer, mais sans l'arrêt dans la couleur promise par l'adversaire†. |

† On peut aussi inverser les enchères qui promettent un arrêt et celles qui nient l'arrêt.
Le principe général des annonces directes au palier de 3 est que le transfer pour la couleur de l'adversaire est en fait un transfer pour la couleur suivante et l'annonce de la couleur adverse est une sorte de Stayman.

## Autres systèmes de défense contre les interventions sur 1SA
Aujourd'hui , il est généralement considéré qu'il y a mieux comme défense que le Lebensohl. En particulier, on peut nommer le rubensohl (aussi appelé rubinsohl) et le rumpelsohl.